# Impasse Salembrière
L'impasse Salembrière est une voie située dans le quartier de la Sorbonne du 5e arrondissement de Paris.

## Situation et accès
Voie privée en impasse, elle donne sur la rue Saint-Séverin.
L'impasse Salembrière est desservie à proximité par le RER B à la gare Saint-Michel - Notre-Dame et la ligne de métro 4 à la station Saint-Michel.

## Origine du nom
Son nom actuel provient de la corruption de « Saille en Bien », un propriétaire qui l'habitait.

## Historique
Très ancienne voie de Paris datant d'avant le XIIIe siècle, elle est attestée sur des plans datant de 1239 sous le nom de vicus Salientis. En 1963, une partie de l'impasse est déclassée et donnée à un propriétaire privé qui la ferme alors par une grille.

## Bâtiments remarquables et lieux de mémoire

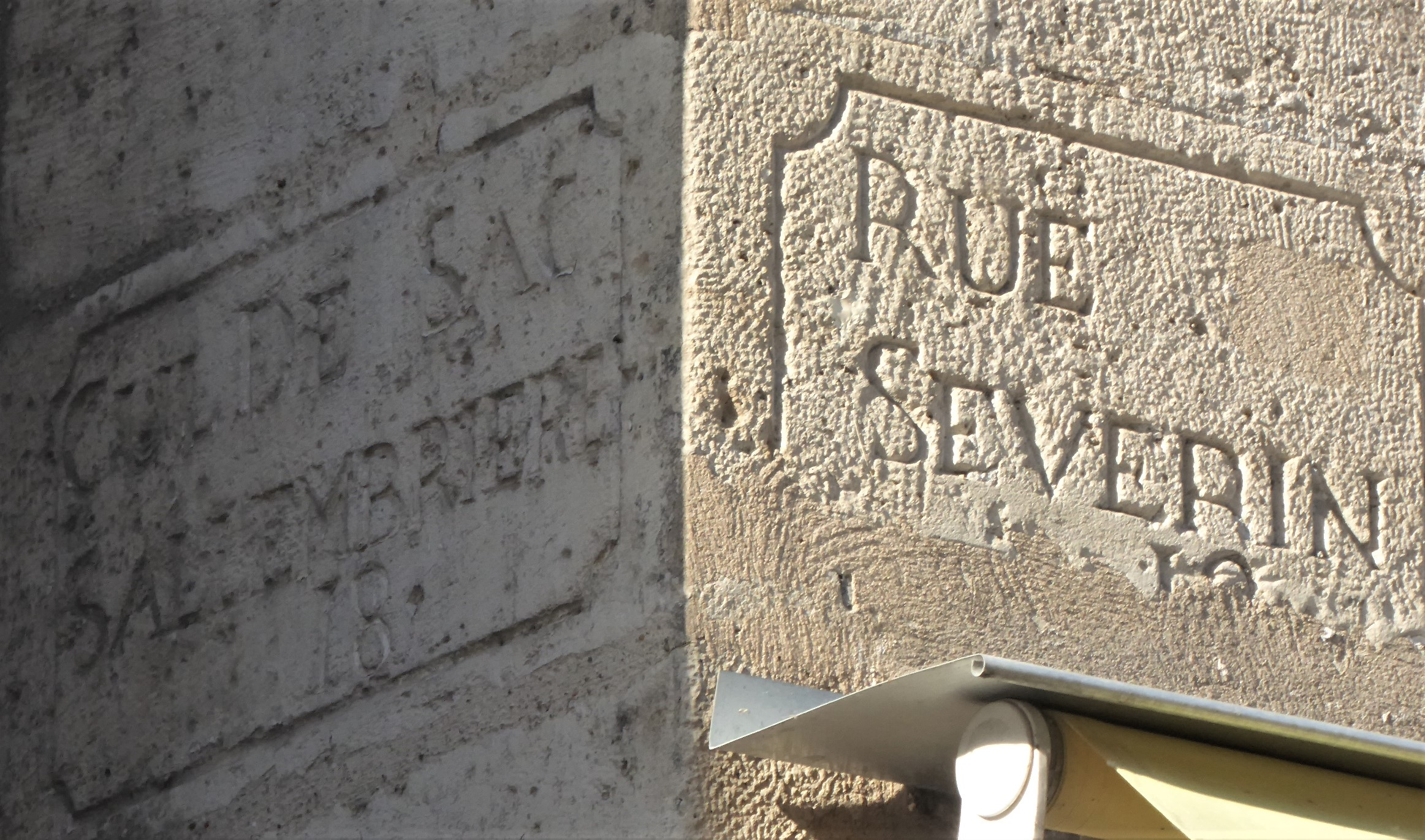
Inscriptions datant du XVIIIe siècle